# Aurora-Verlag

Aurora-Logo: ein Schiff, das gen (politischer) Morgenröte segelt

Der Aurora-Verlag wurde am 3. April 1944 in New York von Wieland Herzfelde registriert und war bis 1947 aktiv. Der Name wurde in Anspielung auf eine erhoffte (politische) Morgenröte gewählt. Zusammen mit den Autoren Ernst Bloch, Bertolt Brecht, Ferdinand Bruckner, Alfred Döblin, Lion Feuchtwanger, Oskar Maria Graf, Heinrich Mann, Berthold Viertel, Ernst Waldinger und Franz Carl Weiskopf verwirklicht Herzfelde seinen seit 1942 gehegten Plan, mit der Gründung eines Nachfolgeverlages für den Malik-Verlag deutschen Autoren, die in den USA im Exil leben, eine neue publizistische Heimat zu schaffen.
In den Jahren bis 1947 werden 12 Werke veröffentlicht. Als einzige Publikation eines „Nicht-Gründungsmitgliedes“ erscheint 1946 Anna Seghers’ Erzählungsband „Der Ausflug der toten Mädchen“ in einer Auflage von 4000 Exemplaren. Nach dem von Heinrich Mann eingeleiteten Lesebuch „Morgenröte“ bildet Grafs Roman „Unruhe um einen Friedfertigen“ den Schlusspunkt der Edition. Einige geplante Veröffentlichungen erscheinen 1949 und 1950 in der Aurora-Bücherei des Aufbau-Verlages in Berlin/DDR, Herzfelde hatte die Rechte 1948 an den Aufbau-Verlag verkauft. Mit der Rückkehr Herzfeldes nach Ost-Berlin endet die Geschichte des kleinen Verlages.

## Veröffentlichungen
- Bertolt Brecht, Furcht und Elend des III. Reiches, 1945, Auflage 3.000
- Ferdinand Bruckner, Simon Bolivar, 1945, Auflage 1.600
- Oskar Maria Graf, Der Quasterl, 1945, Auflage 3.000
- Franz Carl Weiskopf, Die Unbesiegbaren, 1945, Auflage 3.000
- Ernst Bloch, Freiheit und Ordnung, 1946, Auflage 3.000
- Alfred Döblin, Sieger und Besiegte, 1946, Auflage 4.000
- Lion Feuchtwanger, Venedig (Texas), 1946, Auflage 4.000
- Anna Seghers, Der Ausflug der toten Mädchen, 1946, Auflage 4.000
- Berthold Viertel, Der Lebenslauf, 1946, Auflage 1.500
- Ernst Waldinger, Die kühlen Bauernstuben, 1946, Auflage 1.500
- Oskar Maria Graf, Unruhe um einen Friedfertigen, 1947, Auflage ?
- Morgenröte. Ein Lesebuch, 1947, Auflage ?